# Saison 2019-2020 du FC Sochaux-Montbéliard
Maillots
Chronologie
Saison précédente Saison suivante
La saison 2019-2020 est la sixième saison en deuxième division du Football Club Sochaux-Montbéliard. Le club, qui n'est jamais resté plus de trois ans éloigné de l'élite française du football, dispute sa sixième saison consécutive à ce niveau.
À la suite de la Pandémie de Covid-19, le championnat de Ligue 2 est suspendu le 13 mars 2020.
Il est par la suite arrêté le 30 avril 2020 par la Ligue de Football Professionnel.

## Avant saison
La premier match amical de préparation est fixé au 29 juin 2019, face à la sélection du Nord Franche-Comté.

## Compétitions

### Ligue 2

#### Classement
Extrait du classement de Ligue 2 2019-2020
| Rang | Équipe                        | Pts | J  | G | N  | P  | Bp | Bc | Diff |
| ---- | ----------------------------- | --- | -- | - | -- | -- | -- | -- | ---- |
| 12   | AS Nancy Lorraine             | 34  | 28 | 6 | 16 | 6  | 27 | 26 | +1   |
| 13   | SM Caen R                     | 34  | 28 | 8 | 10 | 10 | 33 | 34 | −1   |
| 14   | FC Sochaux-Montbéliard        | 34  | 28 | 8 | 10 | 10 | 28 | 30 | −2   |
| 15   | La Berrichonne de Châteauroux | 34  | 28 | 9 | 7  | 12 | 22 | 38 | −16  |
| 16   | Rodez AF P                    | 32  | 28 | 8 | 8  | 12 | 31 | 34 | −3   |